# Tianxia
| Tianxia “Unter dem Himmel”                                                                                                   |
| --- |
| |
| Hanzi: 天下 |
| Hochchinesisch Putonghua • Mandarin                                                                                          |
| Hanyu Pinyin: tiānxià |
| Weitere Umschriften |
| IPA: [tʰiɛn ɕia] Zhuyin: ㄊㄧㄢ ㄒㄧㄚˋ Wade-Giles: t’ien hsia POJ: thian-hā Wu: tie ya Jyutping: tin1haa6 Hakka: ien24 ha55 |
| Japanisch |
| Kanji: 天下 Kana: てんか, てんげ, てんが oder あめのした Romaji: Tenka, Tenge, Tenga oder Ame-no-shita                       |
| Koreanisch |
| Hanja: 天下 Hangeul: 천하 Revidierte Romanisierung: Cheonha                                                                  |
| Vietnamesisch |
| Vietnamesisch: thiên hạ |

Tianxia (chinesisch 天下, Pinyin tiānxià – „unter dem Himmel“) ist eine Wortfolge aus zwei Schriftzeichen der chinesischen Hochsprache. Der Begriff ist vieldeutig und wird über die wörtliche Übersetzung hinausgehend meistens ausgelegt als „Alles, was unter dem Himmel ist“, ohne geographisch-räumliche Einschränkungen. Historisch wurde so auch der Herrschaftsanspruch des Kaisers bezeichnet (Universalmonarchie).

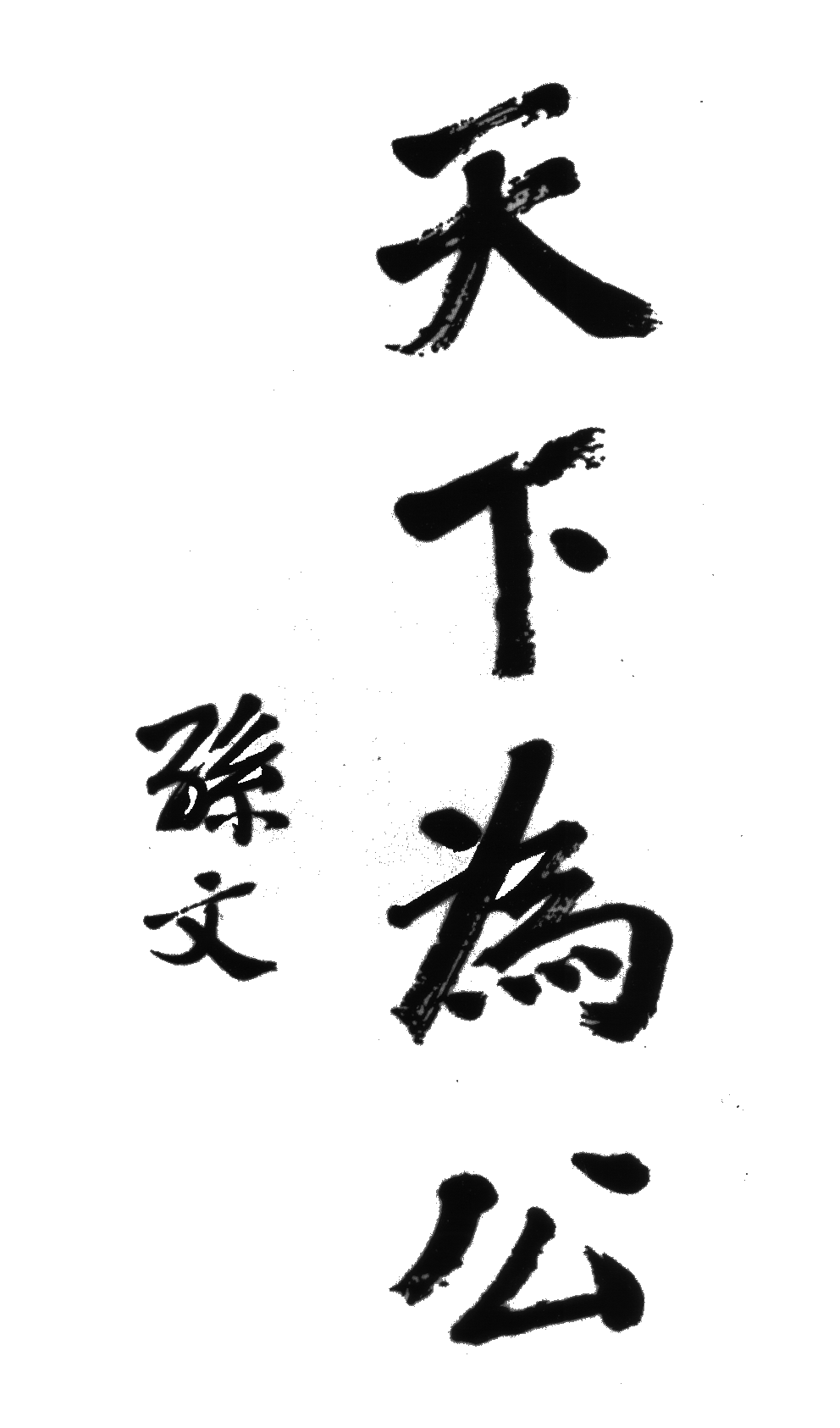
Für das gemeinsame Wohl aller unter dem Himmel. Tiānxià wèi gōng. – Kalligrafie von Sun Yat-sen

## Wortbedeutung
Je nach Kontext kann die Wortfolge folgende Bedeutungen umfassen:
| Zusammenhang                        | Historische Weltsicht                                                             |
| ----------------------------------- | --------------------------------------------------------------------------------- |
| geographisch-naturwissenschaftlich  | gesamte, bewohnte Um-Welt, Ökumene                                                |
| religiös-metaphysisch               | Bezug Diesseits auf Jenseits mit Gottheit im Himmel                               |
| geopolitisch, wirtschaftlich        | beherrschtes Weltreich, Chinesisches Kaiserreich, sonst Raumname, Wirtschaftsraum |
| kosmologisch                        | quadratische Welt „auf Erden“ vs. runder, gestirnter Himmel                       |
| ideengeschichtlich                  | konfuzianische Ökumene, geistig zu einende, zivilisierte, friedliche Kulturwelt   |
|                                     | Aktuelle Lesart                                                                   |
| gesellschaftlich, alltagssprachlich | Sinosphäre in Ostasien, universelle Wertegemeinschaft, „alle Welt“                |
| metaphorisch                        | Sachgesamtheiten, wie das „Reich der Mineralien“ (siehe Text)                     |

Der Begriff steht für ein umfassendes, altes Konzept, das als Vorstellung von der Welt in unterschiedlichen Zusammenhängen jeweils eine andere Bedeutung hat. Die Wörter und Wortgruppen für Tianxia werden also mit Bedacht und Achtsamkeit vor dem Hintergrund der geschichtlichen Gegebenheiten eines anderen Kulturkreises gewählt. Das europäische Verständnis hat sich seit langer Zeit mit den Wortfindungen Celestial Empire (en.) und Céleste Empire (fr.) beholfen. „Himmlisches Reich“ und „Himmelreich“ als Verdeutschung würde jedoch sehr an religiöse, heilige, sakrale Inhalte erinnern, weshalb diese Übersetzung im Deutschen unüblich ist. Zudem besteht Verwechslungsgefahr mit dem Himmlischen Reich des Großen Friedens von 1851.

### Konnotation der Schriftzeichen
Das Wort selbst setzt sich aus zwei chinesischen Schriftzeichen zusammen: 天 (tiān, „Himmel“) und 下 (xià, „unten“). Beide Wörter bringen jeweils eigene Konnotationen mit sich: Der Himmel steht im Chinesischen wie im Deutschen sowohl für die physikalisch beobachtbare irdische Atmosphäre (vgl. englisch sky), wie auch für das Göttliche und das Jenseitige (vgl. englisch heaven). In letzterer Bedeutung ist der Himmelsbegriff im Chinesischen besonders im dualen Gegensatzpaar Himmel und Erde (chinesisch 天地, Pinyin tiāndì – „Universum, Welt“) von Bedeutung, das etwa im Daoismus ein vielschichtiges philosophisches Konzept darstellt; aber auch in der politischen Bedeutung vom Mandat des Himmels, welches einen „Sohn des Himmels“ als göttlichen Herrscher legitimiert. Das 下 (‚unten‘), wird als einzelnes Zeichen sowohl als Positionsbeschreibung (im zusammengesetzten Wort also „unterhalb des Himmels“) verwendet, wie auch als Richtungsbeschreibung (also „vom Himmel nach unten“) gebraucht. Somit liegt das Hauptinteresse der Redewendung Tianxia nicht auf dem Himmel selbst, sondern auf dem, was sich darunter abspielt.
Je nach Kontext kann sich Tianxia somit wortwörtlich in trivialer Beobachtung auf alles beziehen, was in allen Himmelsrichtungen zwischen Erdoberfläche und Himmel ist – es ist eine reine Feststellung. Zum Anspruch wird das Tianxia hingegen im politischen Kontext, wo sich „alle Welt“ unter der Herrschaft des vom Himmel legitimierten Weltherrschers befindet.

#### Tian

天 (tiān) in der Orakelschrift

天 (tiān) in der Siegelschrift

Das Schriftzeichen 天 („Himmel“) gilt als Verbildlichung alter chinesischer Vorstellungen von der natürlichen Ordnung. Es setzt sich zusammen aus den Zeichen 大 (dà „groß“) und 一 (yī „eins“), wobei bereits 大 ebenfalls zusammengesetzt ist aus 一 und 人 (rén „Mensch, Person“). Der oberste horizontale Strich des 天 wird von den anderen Strichen nicht durchbrochen, in der Kalligraphie oft auch nur berührt oder bleibt ganz unverbunden. Dies steht nach gängiger Lesart dafür, dass der oberste Strich das bedeutungstragende Element dieses Zeichens ist. In der wesentlich älteren Orakelschrift, der Bronzeinschrift und teilweise noch in der Siegelschrift kann in 天 hingegen eine anthropomorphe Figur erkannt werden, die von Archäologen auch als Gottheit interpretiert wird.
Umgeben von politischen, militärischen und klimatischen Unzulänglichkeiten erschien die mächtige, in sich ruhende kosmische Ordnung mit ihren eigenen, regelhaften Abläufen als ein vorbildhafter Ordnungsrahmen für die Menschenwelt. Der Lauf der runden Sonne und des Mondes, wie auch das Kreisen der Sterne um den zentralen Polarstern ist die mit bloßem Auge erkennbare Vorlage für das Kalenderwesen. Dieses verbesserte die Ackerbaukultur und damit auch die Nahrungsversorgung der Bevölkerung.
Der idealen, runden, väterlichen Himmelswelt stand nach der Trennung von Himmel und Erde (s. u. Mythen) die mütterliche, Irdische mit ihren rechteckigen Feldern, Wohnhöfen, Städten und Palästen gegenüber. In Zeiten der Dürre wurde der Himmel um Regen gebeten. Der Himmel wurde demnach als vermenschlichte, göttliche Person angesehen. Da das Volk und der Himmel alles wahrnehmen, beauftragt, verleiht nur der Himmel das Amt des Kaisers (die Einsetzung) nur an die Tugendhaften.
Entsprechend wurde der chinesische Kaiser auch als „Sohn des Himmels“ oder „Himmelssohn“ umschrieben. Anders als die Kaiser in römischer Tradition vereinte der chinesische Himmelssohn sowohl die Funktionen als weltlicher wie geistlicher Führer in sich. Nur er alleine durfte herrschen und dem Himmel als einer Gottheit opfern, während die nachrangigen Könige in den Ländern ihren Erdaltären opferten. Nur er allein im ganzen Weltreich Tianxia konnte für Verfehlungen des Volkes dem Himmel gegenüber Wiedergutmachung mit einem Sühneopfer erbitten. Letztlich hing daher auch eine gute Nahrungsversorgung von diesen Qualitäten des Kaisers ab.
So ergab es sich, dass der oberste Herrscher als vom „Vater Himmel“ eingesetzter Sohn eine Vermittlerrolle zum Volk innehatte. Das chinesische Zeichen wang 王 für König erklärt diese Verbindung als Prinzipdarstellung. In der vertikalen Mitte war laut klassischem Verständnis der Kaiser Himmelssohn und zugleich Träger des herrschaftlichen Himmelsmandates. Anders als beim Gottesgnadentum konnte er es durch subjektives Unvermögen oder ungünstige objektive Rahmenbedingungen verwirken. Seine moralische Qualität wurde ja mit möglichen oder Menschen angelasteten Auswirkungen im Himmelsgeschehen in Verbindung gebracht.

#### Xia
Das Zeichen 下 (xià) steht hier im Kontext mit dem Himmel für die Untere Welt, das Unterland. Allgemein heißt es sonst als Positionswort einfach unten und als Richtungswort her- oder hinunter.
Im Kontext des kaiserlichen Herrschaftsanspruchs bedeutete die Auftrennung in Himmel und Erde auch ein Ordnungsprinzip, welches vom göttlichen Prinzip des Himmels abwärts zunächst den Kaiser, dann seinen Hof mit Großwürdenträgern und Beamten, dann sein Land mit allen Einwohnern umfasste. Dieses Land war, ganz sinozentrisch, das Land der Mitte (中国,  zhōng guó). Tianxia verwies also nachrangig zu China auch auf die eigenen und benachbarten Länder als Vasallen und Tributstaaten. Generell bezog es begrenzte und unbegrenzte Räume mit ein. Außerhalb der konfuzianischen Bürokratie nahm diese in sich geschlossene Welt jeden auf, der das Himmelsmandat des chinesischen Kaisers akzeptierte. Ein geschichtlich bedeutsamer Schritt hierzu war die Einigung der zerstrittenen kämpfenden Staaten unter dem ersten Kaiser der Qin-Dynastie. Die in den äußersten Randzonen lebenden Barbaren bildeten die Grenze dieser Weltauffassung. Es gibt die Vorstellung von unbekannten extremen Regionen, in denen der runde Himmel die viereckige Welt nicht bedeckt. Dort geht die Sonne nicht richtig auf und unter. Kein Kaiser verließ das Weltreich, um eine beschwerliche Inspektionsreise in diese entlegenen Gebiete zu unternehmen.
Das weiter gefasste Konzept des Tianxia wurde in erster Linie mit Zivilisation und friedlicher Ordnung in Verbindung gebracht. Es bildete den ethisch-normativen Rahmen der chinesischen Vielvölker-Welt. Dieser lehnte sich an das traditionelle konfuzianische Familienmodell an und weitete es auf die Dynastie, den Hofstaat, also die kaiserliche „Familie“ im weiteren Sinne aus. Zugleich schloss er auch legalistische Auffassungen bei der Regierungsausübung mit ein.
Die räumlich weiter gehende Ausdehnung des Familienmodells berührte außenpolitisch die anderen Länder. Als Träger des Himmelsmandats konnte der Kaiser seinen nominellen Anspruch, Herrscher der ganzen Welt zu sein, geltend machen. Folglich erwartete der Himmelssohn, dass sich jeder Herrscher über ein Gebiet der bekannten Welt durch seine kaiserliche Autorität legitimierte, selbst wenn dem Kaiser dieses Gebiet nicht unterstand. Diese Erwartung wurde von den Königen nicht immer erfüllt. Sie schufen sich als Großkönige oder kaiserliche Oberhäupter ihre eigene Tianxia-Vorstellung und damit gewissermaßen ihre eigene Welt. Und doch verband und verbindet der nachhaltige kulturelle Einfluss im Sinne einer gemeinsamen, das heißt konfuzianischen, Wertegemeinschaft den Großteil der Ostasiaten.

### Weitere Aspekte
Voraussetzung für dies alles und die vielfachen Bedeutungen von Tianxia war die kosmologische Weltvorstellung in den verschiedenen chinesischen Weltentstehungsmythen. Mit der Herausbildung der beiden Urprinzipien Yin und Yang entstanden der vorbildhafte, hier „runde“ Himmel und die hier „viereckige“ Erdenwelt mit ihren vier Himmelsrichtungen innerhalb der Vier Meere.
Neben der inner-chinesischen, alten Weltvorstellung findet Tianxia in der heutigen Alltagssprache, parallel zum modernen Weltbegriff shijie 世界, immer noch Verwendung. So steht Tianxia als Oberbegriff auch für alle Menschen (alle Welt). Als Sammelbegriff bezeichnet es das Reich der Zeichen, Mineralien, Pflanzen und Tiere. Damit erinnert Tianxia an die „10000 Dinge“ wanwu im Sinne von allem in der Welt Vorhandenem.
Tianxia bezeichnet ferner im traditionellen koreanischen Kampfsport Ringen Ssireum eine die Einzeldisziplinen überragende Meisterschaft „auf Weltniveau“.
In seiner Bedeutung als Kaiserreich bot Tianxia Stoff für die filmische Ausgestaltung eines Gewissenskonflikts. Der Kampfkunstfilm Hero (Yingxiong) aus dem Jahr 2002 machte das Wort Tianxia einem interessierten globalen Publikum zum Begriff.
Als neue Wortschöpfung American Tianxia drang es mit politikwissenschaftlichem Fokus auf die Vereinigten Staaten weiter in den westlichen Sprachraum vor.

## Geschichtliche und politische Entwicklung

### Altertum

Tianxia-Gedanke – Mitte: Sohn des Himmels (= Kaiser von China, Beamte, Zivilbevölkerung) • innere Untertanen • äußere Untertanen • Tributstaaten ... (mit anschließenden ‚Barbaren‘ Sammelbegriff im Norden: Beidi, Osten: Dongyi, Süden: Nanman, Westen: Xirong) …unbeeinflusstes Gebiet

Die Tianxia-Weltsicht hatte sich unter der Shang-Dynastie noch nicht vollständig herausgebildet. Erst während der Zhou-Dynastie, als der Himmel menschenähnliche (anthropomorphe) Züge annahm, fand das Tianxia-Konzept allgemeine Verbreitung. Zumindest tauchten Erwähnungen und Bezugnahmen auf den Himmel in den Geschichtsaufzeichnungen auf. Begriffe wie die „Vier Himmelsrichtungen“ sifang 四方 und „10 000 Staaten“ wanbang 万邦 erschienen in den Texten der Zeit. „Vier Himmelsrichtungen“ bedeutet zwar ein Gebiet, das vom Königshof geschaffen und von den Zhou-Königen von der Hauptstadt aus regiert wurde. Allerdings bevölkerten es nicht-Han-chinesische Stämme an den Außengrenzen in der Peripherie und Han-Chinesen im Zentrum. Die Bezeichnung „Zehntausend Staaten“ bezieht sich sowohl auf das Gebiet als auch auf die Untertanen, die darin ansässig sind, seien es ethnische Chinesen (Han) oder „Barbaren“. Die Zhou-Könige nahmen diese „Zehntausend Staaten“ gemäß dem himmlischen Mandat mit Anerkennung auf und statteten sie mit Befugnissen aus (Einsetzungen). Dies ist eines der frühesten Anzeichen, die die Unterscheidung zwischen Hua-Chinesen und Yi-Barbaren belegen.
Während der Frühlings- und Herbstperiode wie auch der Zeit der kämpfenden Staaten in der zweiten Hälfte der Zhou-Dynastie entwickelte sich die Macht der Feudalprinzen rasch. Einige Nicht-Han-Regionen wurden selber mächtige Staaten. Als viele dieser Feudalstaaten in kulturellen und wirtschaftlichen Belangen einen gemeinsamen Nenner fanden, erweiterte sich allmählich das Konzept einer großen Nation das noch auf den Einzugsbereich des Gelben Flusses fixiert war. Der Ausdruck Tianxia begann in klassischen Texten, wie dem Zuozhuan und dem Guoyu in Erscheinung zu treten.

### Kaiserreich und Reichsteilungen
Das Territorium und die Feudalregierungen unter der Zhou-Dynastie und der Qin-Dynastie wurden nach den Eroberungszügen des späteren Ersten Kaisers der Qin-Dynastie vereinigt. Die Vorstellung vom Tianxia wurde in eine zeitgemäße, tatsächliche geographische Größe passend umgewandelt. In der Tat steht Qin Shihuangdis Ziel, das gesamte Tianxia zu einen, stellvertretend für sein Bestreben, das chinesische Territorium zu beherrschen und auszudehnen.
Mit der Gründung der Han-Dynastie bildete sich die Gleichwertigkeit des Tianxia mit der chinesischen Nation heraus. Die Ursache dafür lag in der feudalen Handhabung, Adelige mit Land und Selbständigkeit zu belehnen. So ließen sich Militärausgaben, um sie in Schach zu halten, vermeiden. Auch wenn sich viele Gebiete weit reichender Unabhängigkeit erfreuten, verfestigte sich diese Gewohnheit und verbreitete die chinesische Sprache und Kultur über ein noch weiter gefasstes Territorium.
Das nach der Zeit der Drei Reiche kurz in der Periode der beiden Jin vereinigte China zerfiel mit den Südlichen und Nördlichen Dynastien in viele unterschiedliche politische Gebilde. Damit lief der Begriff Tianxia als rein nominelle Eigenbezeichnung zeitweilig leer. Und doch verstanden sich alle Teilordnungen als „Sachwalter“ des ganzen Tianxia.
Als Kaiser Gaozu der Tang-Dynastie China im siebten Jahrhundert wieder vereinigte, bezogen sich einige nördliche Stämme auf ihn als den „Khan des Himmels“. Die Schlacht am Talas legte offen, dass Tang-China zwar in Größe und Stärke mit dem Kalifat der Abbasiden vergleichbar war, jedoch nicht über eine dem Tianxia gemäß einheitliche Nation verfügte, wie die Qin-Dynastie und die Xiongnu. In nachfolgenden Jahrhunderten mussten sich chinesische Herrscher und Dynastien wiederholt in multipolare Weltordnungen mit äußeren Einflüssen einordnen, die dem Tianxia-Konzept zuwiderliefen:
Auf die etwa 50 Jahre der Fünf Dynastien im 10. Jahrhundert folgte die von Norden nach Süden verlegte Einheit unter der Song-Dynastie. Song-Chinas nördliche Grenzen trafen auf die Kitan-Liao-Dynastie, die Jin-Dynastie und die XiXia-Dynastie. Insbesondere die Jin-Dynastie und die Liao waren und wurden selber wiederum ein einflussreiches Staatsgebilde der Ruzhen/Jurchen, welche einen großen Teil dessen beherrschten, was jetzt Nordchina ist. Nachdem sie unter der Bedrohung dieser selbstbewussten nordöstlichen Staaten standen, wurden die Song-Herrscher sich ihrer mangelnden Fähigkeit bewusst, sich gegen diese zu verteidigen. Beschwichtigend sollte daher die Konstruktion vermeintlicher Blutsverwandtschaften mit den Jurchen helfen, die Beziehungen zu verbessern. Die Mongolen teilten während der Yuan-Dynastie die chinesischen Einwohner in zwei Bevölkerungsklassen ein: Die Hanren des Nordens mit Kitan, Jurchen und Koreanern und die Manzu als die Südbarbaren des ehemaligen Song-Reichs.
Als die Ming-Dynastie die Mongolen vertrieb und China unter der Herrschaft der ethnischen Han-Chinesen wieder vereinigte, kehrte das Konzept des Tianxia zurück und wurde erneut philosophisch untermauert, wobei auch der Rückgriff auf das Konzept der Han- und Qin-Dynastie erfolgte. Mit dem Ende der Ming-Dynastie standen beispielsweise Wang Fuzhi und sein Zeitgenosse Gu Yanwu dem Neo-Konfuzianismus kritisch gegenüber. In dem wiederholt rezitierten Gedankengut des Konfuzianismus aus dem Daxue, Das Große Lernen, „Das moralische Selbst kultivieren, die Familie wohlgeordnet halten, den Staat regieren zhiguo, das Tianxia in Frieden und Harmonie halten“ vollzog sich ein Wandel. Mit Beginn der Qing-Dynastie meinte Wang Fuzhi, das im Daxue als aller Ehren wert erachtete „Das Tianxia in Frieden halten“ sei nicht mehr als lediglich „Das Beherrschen des Landes“ zhiguo. Diese Nachrangigkeit des Tianxia sei nicht mit seinem anfänglichen Status in Einklang zu bringen. Mit dieser Marginalisierung und Reduzierung des Tianxia auf ein austauschbares Format als Argument stand Wang der neo-konfuzianischen Vernunftlehre kritisch gegenüber. Andererseits beeinflusste der Zusammenbruch der Ming-Dynastie und die Gründung der Qing-Dynastie durch die Mandschu, also durch eine Bevölkerungsgruppe, die zuvor als periphere „Randbarbaren“ angesehen worden war, die Ansichten über das Tianxia weit reichend. Gu Yanwu schrieb etwa, ein „untergehender / unterjochter Staat“ komme nicht einem „untergehenden Tianxia“ gleich. Er argumentierte, die Manchu besetzten einfach die Rolle des Kaisers, womit das Tianxia der traditionellen chinesischen Kultur seine Fortsetzung gefunden habe.

### Öffnung und Wandel in der Moderne
Die Idee der absoluten Machtbefugnis des chinesischen Kaisers und die Ausdehnung des Tianxia durch die angleichende Aufnahme von Vasallenstaaten begann mit Earl Macartneys diplomatischer Mission nach China im Jahre 1793 an Einfluss zu verlieren. Earl Macartney nahm an, der Handel mit China spiele sich auf der Ebene gleichwertig souveräner Nationen ab, so wie Großbritannien es von anderen europäischen Nationen der Zeit gewohnt war. Ebenso hoffte er, den Kaiser für die Unterzeichnung eines Handelsabkommens gewinnen zu können. Der Qianlong-Kaiser wies sein Ersuchen zurück. Er stellte fest, China sei die erstplatzierte und heiligste Nation auf der Erde, habe kein Interesse an ausländischen Waren und verwarf die Idee, Großbritannien könnte mit China als gleichwertiger Nation in Verhandlungen eintreten. Im 19. Jahrhundert zwang Britanniens Sieg über Qing-China im Ersten Opiumkrieg, China einen Ungleichen Vertrag zu unterzeichnen, wiewohl der Qing-Hof dies dem chinesischen Volk als einen simplen Akt der Großzügigkeit gegenüber den Europäern beschrieb und am Konzept des überragenden Tianxia festhielt.
Auf seine Niederlage im Zweiten Opiumkrieg hin sah sich China dazu gezwungen, den Vertrag von Tianjin zu unterzeichnen. Dieser sah vor, dass es sich an Großbritannien und Frankreich als einer „sovereign nation“, zizhu guojia zu wenden habe, in der gleichen Form, in der es auf sich selbst Bezug nahm. Dies verwehrte es China, weiterhin mit anderen Nationen im Rahmen des überkommenen Tianxia-Systems diplomatisch oder wirtschaftlich zu verhandeln. Es sah sich genötigt, ein Hauptamt für die generelle Verwaltung der auswärtigen (Handels-)Angelegenheiten mit den verschiedenen Staaten zu schaffen, das Zongli Yamen.
Weil das System der zwischenstaatlichen Angelegenheiten der westlichen Nationen auf der Idee basierte, dass die souveränen Nationen sich als Gleichrangige begegneten, war Chinas traditionelle Tianxia-Doktrin kontinuierlich im Auslaufen befindlich. Nach Chinas Niederlage im Ersten Chinesisch-Japanischen Krieg, setzten die Japaner Koreas traditionellem Status als Schutzbefohlenem Chinas ein Ende. Auch das System mit feudaler Einsetzung und Vasallentum, das seit der Han-Dynastie praktiziert wurde, war dem Zerfall preisgegeben, ein Umstand, der grundlegend die Einstellungen gegenüber dem Tianxia-Konzept änderte.
Am Ende des 19. Jahrhunderts nahm sich Xue Fucheng, der chinesische Botschafter in Großbritannien, der überkommenen Tianxia-Weltsicht an. Er gestaltete die Idee eines Chinesen (Hua) und Barbaren (Yi) isolierenden Tianxia um, in ein China und das Ausland als Kategorie verbindendes Tianxia. In diesem sollten beide Seiten gleichwertige Beziehungen aufrechterhalten.
Die Abkehr vom – nach außen gerichteten – Zentralanspruch als „Reich der Mitte“ zeigen Chinas Bemühungen um internationale Anerkennung, seine Aufnahme in die Vereinten Nationen und in die Welthandelsorganisation. Neben seinen Interessen in Afrika und im Nahen Osten betreibt das China des heutigen Reformzeitalters ein dezentral ausbalanciertes Schema von Beziehungen zu seinen Partnern in einer multipolaren Welt. Andererseits gibt es mit der One-Belt-One-Road-Initiative Bestrebungen, das Ausland durch wirtschaftliche Verflechtungen und Abhängigkeiten in Chinas Einflussbereich zu bringen. Neben der Schaffung einer auf China zentrierten Wirtschafts- und Finanzarchitektur steht auch die Vertiefung gegenseitigen kulturellen und sprachlichen Verständnisses im Vordergrund. Diese moderne und politische Interpretation wird unter anderem Zhao Tingyang zugeschrieben. Xu Jilin entwarf dagegen eine egalitärere Deutung, die er als Neues Tianxia bezeichnet und den „Ethnozentrismus [des Begriffs] […] korrigiert“ habe. Werner Onken legt weiter nahe, dass die „in ihrem Kern richtige Vorstellung [Tianxias] [...] von einer hegemoniefreien, egalitären Allverbundenheit“ gut an der Ablegung verbliebener „Spuren seiner Entstehung in der Feudalgesellschaft“ täte.

## Außerchinesische Verwendungen von Tianxia

### Japan
Das Konzept des Tenka in Japan ist vom chinesischen Tianxia abgeleitet.
Hinweise auf Tianxia gibt es in der japanischen Geschichte erstmals für die Kofun-Periode. Ein ausgegrabener Grabhügel (Tumulus) im Umkreis von Kumamoto enthielt ein eisernes Schwert mit eingravierten Schriftzeichen. Die Datierung fiel auf das späte fünfte Jahrhundert. Die Schriftzeichen auf dem Schwert beziehen sich auf den zeitgenössischen König Bu, chinesisch Wu, als den „Großkönig, der das Tenka/Tianxia beherrscht.“ Dieser Fund dient als Nachweis dafür, dass die Japaner spätestens seit der Kofun-Ära begonnen hatten, ihr Reich als ein gänzliches und himmlisch-göttlich zugewiesenes Tenka aus eigener Begründung anzusehen – getrennt vom Tianxia des älteren und größeren chinesischen Kaiserreichs.
Gemäß dem Suishu schickte der Wa-König des Yamato-Staates im Jahr 607 ein handschriftliches Beglaubigungsschreiben an den Sui-Kaiser Yang, in dem er sich selber „Himmelssohn des Ortes der aufgehenden Sonne“ nannte. Dies zeigte, dass die japanische Vorstellung ihres unabhängigen Tenka zu jener Zeit fortbestand.
Im Japan des siebten Jahrhunderts fand eine ambitionierte Einführung von Strafgesetzen und Verwaltungsverordnungen statt, die heute ritsu-ryō genannt werden. In jener Epoche war man der Meinung, die Bedeutung von Tenka sei der Einflussbereich von Regeln, Verordnungen und staatlicher Kontrolle. Einige Wesensmerkmale der Tianxia-Vorstellung, wie das Kaisertum, hier als Himmlische Majestät Tennō, als Himmelssohn Tenshi, kamen damit im Zusammenhang verstärkt zur Geltung. Auch die Stellung der Staatsbürger Tenka kōmin/Tianxia gongmin (天下公民) als Teil der freien Untertanen, war deutlicher herausgehoben. Dieser Thematik nahmen sich die Neo-Konfuzianer an mit der Losung, alle Bürger seien gleichrangig unter dem Himmel.
In den Chroniktagebüchern des Kujō Kanezane, einem Beamten des Kamakura-Shogunats, dessen Journale das Gyokuyo 玉葉 wurden, wird die Gründung des Shogunats durch Minamoto no Yoritomo als der „Beginn des Tenka“ beschrieben. Sein Gebrauch der Vokabel Tenka (Tianxia) ist im Wesentlichen an das ritsu-ryō angelehnt. Die Wendung „Beginn des Tenka“ verweist daher insbesondere auf die Neuordnung der Nation kokka/guojia und des Rechtssystems.
Wie dem auch sei, selbst wenn Yoritomo die Absicht gehabt hätte, ein monarchischer Herrscher zu werden, so hat Japans Tenka-Konzept in diesem Zeitraum keineswegs das chinesische Niveau erreicht mit einem Kaiser, der feudale Königreiche beherrschte und der vom Himmel mit der Ordnung der ganzen bekannten Welt betraut war.
Gidō Shūshin zeichnete in den Chroniktagebüchern eine Unterredung auf, die er mit Ashikaga Yoshimitsu hatte, worin der Shogun sich wiederholt auf sein Herrschaftsgebiet als Tenka bezog. In der Muromachi-Periode begannen die Einwohner allmählich in dem Shōgun den obersten Verwalter als Herrscher des Tenka zu sehen.
Als das Muromachi-Shogunat an Einfluss verlor, fingen regionale Warlords an, sich gegenseitig zu bekämpfen, um an die Herrschaft über die Nation zu gelangen. Mächtigere adelige Kriegsherren, wie Oda Nobunaga und Toyotomi Hideyoshi, beherrschten große Räume und sahen ihre Herrschaftsbereiche als Tenka/Tianxia an. In dieser Phase der Azuchi-Momoyama-Zeit, als die Generale danach trachteten, Japan wieder zu vereinen, fand der Ausdruck mit zunehmender Häufigkeit Verwendung, und wurde immer sinnverwandter mit dem Land Japan selber.
In der Edo-Zeit wurde die Ebenbürtigkeit des Tokugawa-Shoguns mit dem „Mann des Tenka“ herausgestellt. Das Shogunat kam dem „Hof des Tenka“ gleich. Die weitverbreitete Übernahme des Tianxia-Konzepts erwies sich als hilfreich, einen Einfluss auf Japans lange Zeitspanne der Isolation vor der Meiji-Restauration auszuüben.

### Korea
Wegen Chinas lange währendem kulturellen Einfluss und seiner Vorherrschaft über die Königreiche der koreanischen Halbinsel wurde der Ausdruck Tianxia selten, wenn überhaupt benutzt, um auf ein unabhängiges koreanisches [Tianxia-]Denkmuster zu verweisen. Dennoch existierten in den alten koreanischen Königreichen einschließlich Goguryeo, Baekje und Silla (insbesondere in Goryeo) Konzepte ähnlich dem des Tianxia, aber unabhängig vom chinesischen Einfluss.
Immerhin erhielt die Idee von Korea als einem unabhängigen Tianxia mit der Einführung des Neo-Konfuzianismus bei den Koreanern spätestens im 13. Jahrhundert viel Kritik, während die neo-konfuzianische Idee eines Koreas als „kleines China“ (Hangul:소중화, Hanja: 小中華, eine Art Honorificum, also ein Lob von chinesischer Seite) im Vordringen befindlich war. Unterstützend kam später die koreanische Wahrnehmung hinzu, China habe sich mit der Herrschaft der Qing-Dynastie der Kontrolle der Yi und Di-Barbaren unterworfen.

### Vietnam
Die vietnamesische Tianxia-Vorstellung, ebenso wie auch seine kulturelle und nationale Identität haben ihren Anfang in der Invasion der Yuan-Dynastie im 13. Jahrhundert. Nachdem die Anhänger der Nhà Trần die [chinesisch-mongolischen Truppen der] Yuan siegreich bezwungen hatten, machten sie die amtierende Dynastie von Yue Nan mit dem Tianxia-Konzept vertraut. In der Zeit danach, als sie selber offiziell die reguläre Nachfolge im Königreich Nan-Yue antraten, erwies sich die dann als gleichsam von alter Zeit her übernommene Tianxia-Auffassung als hilfreich, um Gebietsansprüche in der Lingnan-Region des bisherigen chinesischen Territoriums (dem Mutterland des alten Nan-Yue) im Norden Yue Nans geltend zu machen. Wie dem auch sei, gegen Ende der Lê-Dynastie im ausgehenden 18. Jahrhundert, fiel die orthodoxe Idee von Vietnam, als der Dynastie des Königs von Viet in Ungnade. Bis zu den europäischen Eroberungen Südostasiens wurde auf Vietnam Bezug genommen als „Großer Süden“ Dai Nam/Da Nan.

### Mongolei und nomadisierende Stämme
Mit der Mongolei als gemeinsamer Projektionsfläche stellvertretend für die unterschiedlichen Nomadenvölker Nord-, Zentral- und Ostasiens findet sich die chinesische Vorstellung vom Himmel (Tian) spiegelbildlich in der des Langlebigen Himmels (Tengri/Chengli) wieder. Die Verehrung des Tengri war allgemein üblich unter diesen Stämmen, die einen weiten Bereich bewohnten. Dieser erstreckte sich zu gewissen Zeiträumen in der Geschichte von der Halbinsel Kamtschatka bis zum Marmarameer. Die Anbetung des Tengri hält bis in die Gegenwart an, im zentralasiatischen, mongolischen Schamanismus, obwohl viele Volksstämme im Osten zum Buddhismus übergetreten sind und zum Islam im Westen. Die Schamanen lehrten, dass die Welt, das Universum drei Reiche hatte – Himmel, Erde und die Unterwelt. – Und Tengri war [auch] eine menschen[ähnliche] (anthropomorphe) Gottheit, die im Himmel herrschte. Der Schamanismus sagt, dass Tengri einen Menschen auf die Erde senden werde, der ein Held und Erlöser werden würde und der Sohn des Tengri genannt werden würde. Große Führer als Hunnenkönige mit dem Titel Chanyu der alten Xiongnu bis zu Dschingis Khan wurden manchmal Sohn des Tengri genannt. Sie nutzten dann diese Bevollmächtigung zur Obrigkeit, um über ihre Länder und Quellen des Reichtums zu herrschen.